# Ononis dentata
Ononis dentata — вид рослин родини бобові (Fabaceae).

## Опис
Однорічна трав'яниста запушено-залізиста рослина, до 35 см, прямовисна. Листочки 3–10 × 1.5–8 мм, обернено-яйцеподібні, зубчасті в вершинній половині, запушено-залозисті. Віночок 5–8 мм, рожевий. Плоди 6–10 мм, майже циліндричні, з короткими волосками, з ≈ 9 насінням. Насіння 1–1,5 мм, ниркоподібне, горбисте, коричневого кольору. 2n = 32. Цвіте з квітня по червень.

## Поширення
Поширення: сх. й пд. Іспанія, Гібралтар, Португалія, Сицилія та Макаронезія (Мадейра, Канарські острови). 
Населяє піски прибережних луків; на висотах 0–10 метрів.